# 六十角形

正六十角形

六十角形（ろくじゅうかくけい、ろくじゅうかっけい、hexacontagon）は、多角形の一つで、60本の辺と60個の頂点を持つ図形である。内角の和は10440°、対角線の本数は1710本である。

## 正六十角形
正六十角形においては、中心角と外角は6°で、内角は174°となる。一辺の長さが a の正六十角形の面積 S は
{\displaystyle S={\frac {60}{4}}a^{2}\cot {\frac {\pi }{60}}\simeq 286.21705a^{2}}
{\displaystyle \cos(2\pi /60)}は有理数と平方根の組み合わせのみで表せる。
{\displaystyle \cos {\frac {2\pi }{60}}=\cos {\frac {\pi }{30}}=\cos 6^{\circ }={\frac {{\sqrt {10-{\sqrt {20}}}}+{\sqrt {3}}+{\sqrt {15}}}{8}}}

### 正六十角形の作図
正六十角形は定規とコンパスによる作図が可能な図形である。

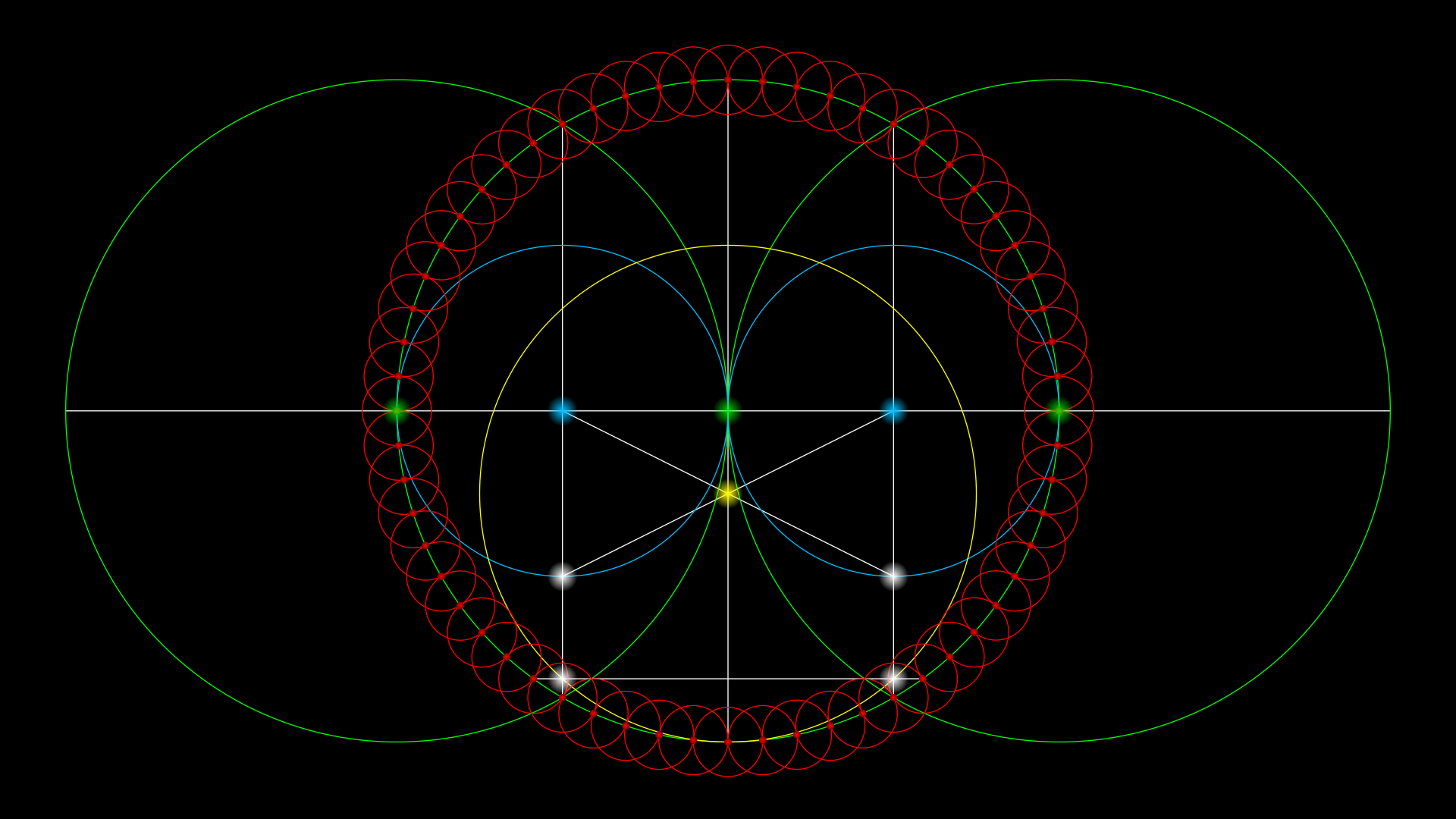
正円と直線の描画による正円周６０等分の例